# Richard Sharpe
Richard Sharpe – tytułowy bohater cyklu powieściowego autorstwa Bernarda Cornwella. Cykl przedstawia służbę wojskową w czasach wojen napoleońskich z perspektywy zawodowego żołnierza brytyjskiej armii.  
Część powieści cyklu została zekranizowana. W rolę Sharpe’a wcielił się Sean Bean.

## Młodość
Richard Sharpe urodził się w Londynie 26 czerwca 1777 r. Jego matka była prostytutką, ojca nie znał. Kiedy Sharpe miał 3 lata zamordowano jego matkę i trafił do sierocińca. Kiedy uciekł, został przestępcą. Po dokonanym w czasie bójki zabójstwie zadecydował, że zamiast ryzykować schwytanie i karę śmierci wstąpi do armii. 

## Kariera wojskowa
Sharpe zaciągnął się do piechoty i służył pierwotnie jako szeregowy żołnierz w 33 Regimencie Piechoty. W jego szeregach walczył we Flandrii w 1794 roku i razem z tym regimentem został wysłany do Indii. Za bohaterstwo w czasie oblężenia Seringapatam otrzymał awans na sierżanta.
Patent oficerski (chorążego) w 74 Regimencie Piechoty otrzymał jako nagrodę za uratowanie życia generałowi Arturowi Wellesleyowi w bitwie pod Assaye w 1803 roku. Z Indii Sharpe wrócił do Anglii, gdzie otrzymał przydział do formowanego wówczas 95 Regimentu Strzelców. Wiązało się to ze zmianą stopnia na podporucznika, ponieważ w tym regimencie nie było chorążych. Około 1807 roku Sharpe został awansowany na porucznika.  
Od 1808 do 1813 roku Sharpe służył na Półwyspie Iberyjskim w armii generała Wellesleya. W 1814 roku razem z tą armią uczestniczył w inwazji na południową Francję. Przez większość tego czasu Sharpe był oficerem, a ostatecznie dowódcą regimentu piechoty South Essex. Awanse na kapitana i majora Sharpe osiągał dzięki kolejnym bohaterskim czynom.    
W 1815 roku Sharpe ponownie się zaciągnął i walczył pod Waterloo jako adiutant młodego księcia orańskiego w stopniu podpułkownika 5 Belgijskiego Pułku Lekkich Dragonów.

## Książki
- Sharpe’s Tiger Richard Sharpe and the Siege of Seringapatam, 1799 (wyd. polskie - Kampanie Richarda Sharpe'a "Tygrys. Oblężenie Seringapatam 1799": Instytut Wydawniczy Erica 2008)
- Sharpe’s Triumph Richard Sharpe and the Battle of Assaye, September 1803 (wyd. polskie - Kampanie Richarda Sharpe'a "Triumf. Bitwa pod Assaye, 1803": Instytut Wydawniczy Erica 2011)
- Sharpe’s Fortress Richard Sharpe and the Siege of Gawilghur, December 1803 (wyd. polskie - Kampanie Richarda Sharpe'a "Forteca. Oblężenie Gawilghur, 1803": Instytut Wydawniczy Erica 2012)
- Sharpe’s Trafalgar Richard Sharpe and Battle of Trafalgar,  October 1805 (wyd. polskie - Kampanie Richarda Sharpe'a "Trafalgar 1805": Instytut Wydawniczy Erica 2007)
- Sharpe’s Prey Richard Sharpe and the Siege of Copenhagen, 1807 (wyd. polskie - Kampanie Richarda Sharpe'a "Łupy. Zdobycie Kopenhagi 1807": Instytut Wydawniczy Erica 2008)
- Sharpe’s Rifles Richard Sharpe and the French Invasion of Galicia, January 1809 (wyd. polskie - Kampanie Richarda Sharpe'a "Strzelcy. Inwazja na Hiszpanię, 1809": Instytut Wydawniczy Erica 2012)
- Sharpe’s Havoc Richard Sharpe and the Campaign in Northern Portugal, Spring 1809 (wyd. polskie - Kampanie Richarda Sharpe'a "Spustoszenie. Bitwa pod Porto, 1809": Instytut Wydawniczy Erica 2013)
- Sharpe’s Eagle Richard Sharpe and the Talavera Campaign, July 1809
- Sharpe’s Gold Richard Sharpe and the Destruction of Almeida, August 1810
- Sharpe’s Escape Richard Sharpe and the Battle of Busaco, September 1810
- Sharpe’s Fury Richard Sharpe and the Battle of Barrosa, Winter 1811
- Sharpe’s Battle Richard Sharpe and the Battle of Fuentes de Oñoro, May 1811
- Sharpe’s Company Richard Sharpe and the Siege of Badajoz, January to April 1812
- Sharpe's Command Richard Sharpe and the Bridge at Almaraz, May 1812
- Sharpe’s Sword Richard Sharpe and the Salamanca Campaign, June and July 1812
- Sharpe’s Skirmish Richard Sharpe and the Defence of the Tormes, August 1812
- Sharpe’s Enemy Richard Sharpe and the Defence of Portugal, Christmas 1812
- Sharpe’s Honour Richard Sharpe and the Vitoria Campaign, February to June 1813
- Sharpe’s Regiment Richard Sharpe and the Invasion of France, June to November, 1813
- Sharpe’s Christmas December 1813, Franco-Spanish border
- Sharpe's Storm
- Sharpe’s Siege Richard Sharpe and the Winter Campaign, 1814
- Sharpe’s Revenge Richard Sharpe and the Peace of 1814
- Sharpe’s Waterloo Richard Sharpe and the Waterloo Campaign, 15 June to 18 June 1815
- Sharpe's Assassin Richard Sharpe and the Occupation of Paris, 1815
- Sharpe’s Ransom December 1815, Normandy
- Sharpe’s Devil Richard Sharpe and the Emperor, 1820–21

## Filmy
- Sharpe’s Rifles 1993 - pol. Strzelcy Sharpe’a
- Sharpe’s Eagle 1993 - pol. Orzeł Sharpe’a
- Sharpe’s Company 1994 - pol. Drużyna Sharpe'a
- Sharpe’s Enemy 1994 - pol. Wróg Sharpe’a
- Sharpe’s Honour 1994 - pol. Honor Sharpe’a
- Sharpe’s Gold 1995 - pol. Złoto Sharpe’a
- Sharpe’s Battle 1995 - pol. Bitwa Sharpe’a
- Sharpe’s Sword 1995 - pol. Szabla Sharpe’a
- Sharpe’s Regiment 1996 - pol. Regiment Sharpe’a
- Sharpe’s Siege 1996 - pol. Oblężenie
- Sharpe’s Mission 1996 - pol. Misja Sharpe’a
- Sharpe’s Revenge 1997 - pol. Zemsta Sharpe’a
- Sharpe’s Justice 1997 - pol. Sprawiedliwość Sharpe’a
- Sharpe’s Waterloo 1997 - pol. Waterloo Sharpe’a
- Sharpe’s Challenge 2006 - pol. Misja pułkownika Sharpe’a
- Sharpe’s Peril 2008 - pol. Powrót pułkownika Sharpe’a

Losy Sharpe’a w książkach i w filmach nieznacznie się różnią. Występują w nich te same postaci, jednak łatwo o niezgodności.